# Vitry-en-Perthois
Vitry-en-Perthois és un municipi francès, situat al departament del Marne i a la regió del Gran Est. L'any 2007 tenia 789 habitants.

## Demografia

### Població
El 2007 la població de fet de Vitry-en-Perthois era de 789 persones. Hi havia 332 famílies, de les quals 80 eren unipersonals (16 homes vivint sols i 64 dones vivint soles), 140 parelles sense fills, 96 parelles amb fills i 16 famílies monoparentals amb fills.
La població ha evolucionat segons el següent gràfic:
Habitants censats

### Habitatges
El 2007 hi havia 356 habitatges, 335 eren l'habitatge principal de la família, 5 eren segones residències i 16 estaven desocupats. 331 eren cases i 24 eren apartaments. Dels 335 habitatges principals, 283 estaven ocupats pels seus propietaris, 44 estaven llogats i ocupats pels llogaters i 8 estaven cedits a títol gratuït; 3 tenien una cambra, 12 en tenien dues, 22 en tenien tres, 83 en tenien quatre i 215 en tenien cinc o més. 281 habitatges disposaven pel capbaix d'una plaça de pàrquing. A 138 habitatges hi havia un automòbil i a 158 n'hi havia dos o més.

### Piràmide de població
La piràmide de població per edats i sexe el 2009 era:
| Homes | Edats   | Dones |
| ----- | ------- | ----- |
| 0     | 95 o +  | 0     |
| 0     | 90 a 94 | 4     |
| 8     | 85 a 89 | 0     |
| 0     | 80 a 84 | 4     |
| 12    | 75 a 79 | 4     |
| 28    | 70 a 74 | 20    |
| 24    | 65 a 69 | 28    |
| 24    | 60 a 64 | 24    |
| 24    | 55 a 59 | 28    |
| 40    | 50 a 54 | 24    |
| 36    | 45 a 49 | 48    |
| 28    | 40 a 44 | 40    |
| 28    | 35 a 39 | 16    |
| 32    | 30 a 34 | 16    |
| 16    | 25 a 29 | 28    |
| 32    | 20 a 24 | 0     |
| 28    | 15 a 19 | 48    |
| 12    | 10 a 14 | 20    |
| 32    | 5 a 9   | 16    |
| 12    | 0 a 4   | 8     |

## Economia
El 2007 la població en edat de treballar era de 484 persones, 342 eren actives i 142 eren inactives. De les 342 persones actives 322 estaven ocupades (169 homes i 153 dones) i 20 estaven aturades (11 homes i 9 dones). De les 142 persones inactives 67 estaven jubilades, 32 estaven estudiant i 43 estaven classificades com a «altres inactius».

### Ingressos
El 2009 a Vitry-en-Perthois hi havia 365 unitats fiscals que integraven 900 persones, la mediana anual d'ingressos fiscals per persona era de 19.631 €.

### Activitats econòmiques
Dels 39 establiments que hi havia el 2007, 4 eren d'empreses extractives, 2 d'empreses alimentàries, 1 d'una empresa de fabricació d'altres productes industrials, 6 d'empreses de construcció, 5 d'empreses de comerç i reparació d'automòbils, 1 d'una empresa de transport, 3 d'empreses d'hostatgeria i restauració, 3 d'empreses financeres, 1 d'una empresa immobiliària, 3 d'empreses de serveis, 5 d'entitats de l'administració pública i 5 d'empreses classificades com a «altres activitats de serveis».
Dels 10 establiments de servei als particulars que hi havia el 2009, 1 era un taller de reparació d'automòbils i de material agrícola, 1 paleta, 1 guixaire pintor, 2 lampisteries, 2 electricistes, 1 perruqueria i 2 restaurants.
Dels 3 establiments comercials que hi havia el 2009, 1 era una botiga de menys de 120 m², 1 una peixateria i 1 una joieria.
L'any 2000 a Vitry-en-Perthois hi havia 34 explotacions agrícoles que ocupaven un total de 1.150 hectàrees.

## Equipaments sanitaris i escolars
El 2009 hi havia una escola elemental.

## Poblacions més properes
El següent diagrama mostra les poblacions més properes.